# Peter Tägtgren
Peter Tägtgren (født d. 3. juni 1970) er en svensk musiker. Han er stifter, komponist og guitarist for blackened death metal-bandet Hypocrisy. Selvom Hypocrisy er hans hovedband, har han også arbejdet på mange andre metalprojekter. Disse projekter inkluderer hans band Pain, hvor han selv indspiller med alle instrumenterne, synger og selv komponerer sangene, Lock Up hvor han fungerer som vokalist, The Abyss hvor han optræder som trommeslager, bassist og vokalist, War hvor han sidder ved trommerne og hans nyeste band Bloodbath, hvor han også fungerer som vokalist. Tägtgren optræder udover det også som liveguitarist for bandene Marduk og E-Type.   
Ydermere er Peter Tägtgren pladeproducer i hans eget The Abyss studios, hvor han producerer album for bands i hele Skandinavien; blandt andre for Dimmu Borgir, Immortal, Children of Bodom og Skyfire.

## Diskografi

### Algaion
- Algaion – Vox Clamentis (Trommer)

### Bloodbath
- Bloodbath – Nightmares Made Flesh (vokal)

### Edge of Sanity
- Edge of Sanity – Infernal (lead guitar på et nummer)

### Hypocrisy
- Hypocrisy – Penetralia (guitar)
- Hypocrisy – Osculum Obscenum (guitar)
- Hypocrisy – The Fourth Dimension (guitar, vokal)
- Hypocrisy – Abducted (guitar, vokal)
- Hypocrisy – The Final Chapter (guitar, vokal)
- Hypocrisy – Hypocrisy (guitar, vokal)
- Hypocrisy – Into the Abyss (guitar, vokal)
- Hypocrisy – Catch 22 (guitar, vokal)
- Hypocrisy – The Arrival (guitar, vokal)
- Hypocrisy – Virus  (guitar, vokal)

### Lindemann
- Skills in Pills 23. Juni (2015).[1][2][3]
- F & M 22. November (2019).
- Lindemann: Live In Moscow 21. Maj (2021).

### Lock Up
- Lock Up –  Pleasures Pave Sewers (vokal)

### Pain
- Pain – Pain (vokal, alle instrumenter)
- Pain – Rebirth (vokal, alle instrumenter)
- Pain – Dancing With The Dead (vokal, alle instrumenter)
- Pain – "Live is Overrated" (DVD)
- Pain – Nothing Remains the Same (vokal, alle instrumenter)
- Pain – Psalms of Extinction (Vokal, alle instrumenter)